# André Rossinot

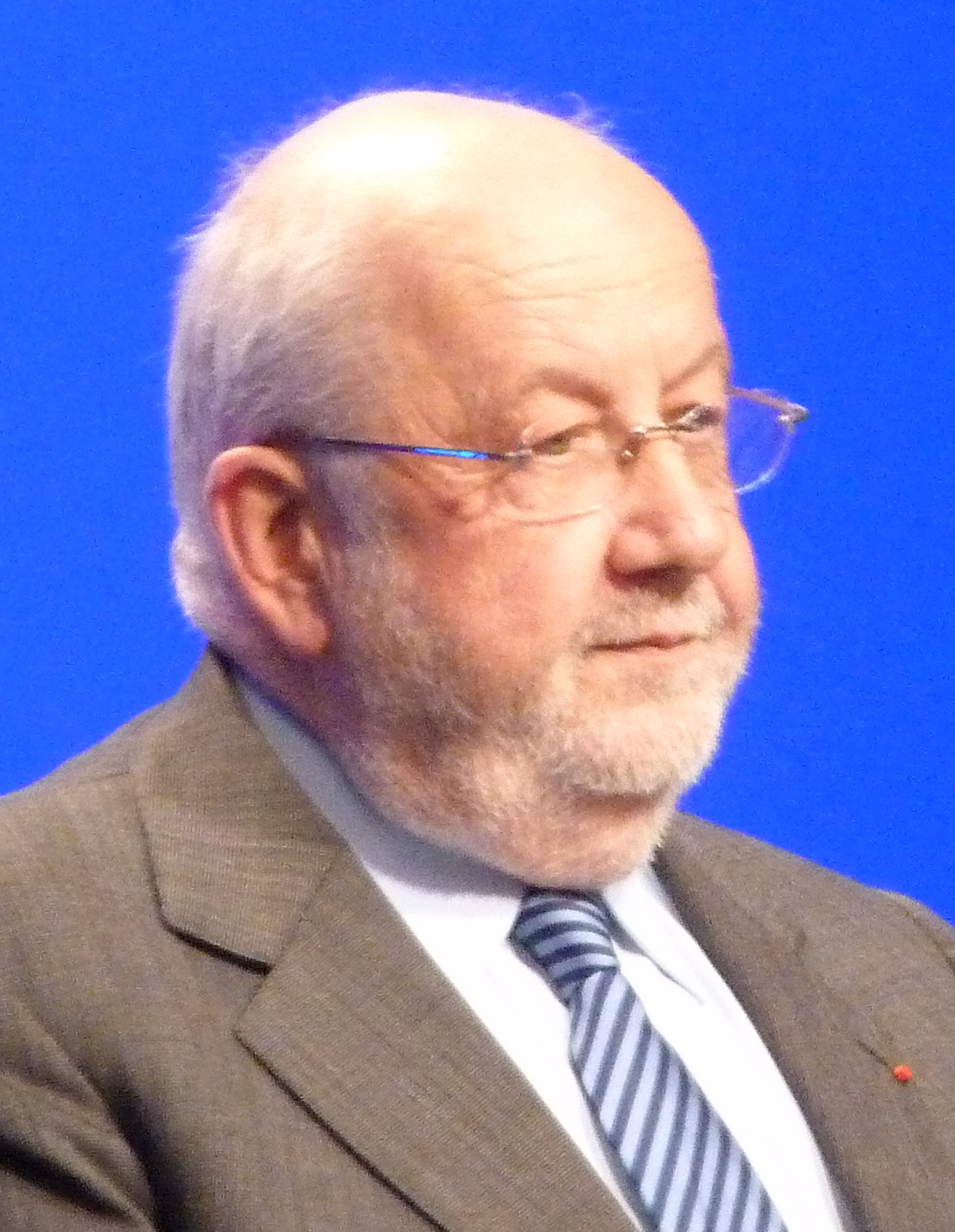
André Rossinot (2012)

André Rossinot (* 22. Mai 1939 in Briey, Département Meurthe-et-Moselle) ist ein französischer Arzt für Hals-Nasen-Ohren-Heilkunde und Politiker der Parti radical valoisien (PRV) und des Mouvement radical (MR), der unter anderem Mitglied der Nationalversammlung, mehrmals Vorsitzender der PRV sowie zwischen 1983 und 2017 Bürgermeister von Nancy war. Er fungierte zudem zwischen 1986 und 1988 als Minister für die Beziehungen zum Parlament sowie von 1993 bis 1995 als Minister für den öffentlichen Dienst. 1995 wurde er Ehrenbürger von Karlsruhe und war zwischen 2016 und 2020 Präsident der Métropole du Grand Nancy.

## Leben
André Rossinot absolvierte nach dem Besuch des Lycée Henri-Poincaré ein Studium der Medizin an der Universität Nancy I und war nach dessen Abschluss als Arzt für Hals-Nasen-Ohren-Heilkunde. Er begann sein politisches Engagement in der Radikalen Partei PR (Parti radical) und wurde für diese am 16. Juli 1969 erstmals Mitglied des Stadtrates von Nancy. Nach einer Spaltung der Radikalen Partei wurde er 1972 Mitglied der daraus hervorgegangenen Parti radical valoisien (PRV) und fungierte zwischen 1977 und 1983 als Zweiter Stellvertretender Bürgermeister und Beigeordneter für Soziales von Nancy. Am 3. April 1983 wurde er als Nachfolger von Pierre Weber für die PRV innerhalb eines Bündnisses mit der Union für die französische Demokratie UDF (Union pour la démocratie française) erstmals zum Mitglied der Nationalversammlung (Assemblée nationale) gewählt und vertrat in dieser nach seiner Wiederwahl am 14. Juni 1981 den dritten Wahlkreis des Département Meurthe-et-Moselle bis zum 1. April 1986. Am 12. März 1983 übernahm er von Claude Coulais das Amt als Bürgermeister von Nancy und bekleidete dieses nach seinen Wiederwahlen 1989, 1995, 2001 und 2008 bis zu seiner Ablösung durch Laurent Hénart am 6. April 2014. Er war zugleich zwischen 1983 und 1988 Vizepräsident des Regionalrates (Conseil régional) der damaligen Region Lothringen sowie von 1983 bis 1989 erstmals Vizepräsident des District de l’agglomération nancéienne, einem Zusammenschluss von zwölf Gemeinden im Raum Nancy.
Als Nachfolger von Didier Bariani war er vom 26. November 1983 bis zu seiner Ablösung durch Yves Galland am 15. Oktober 1988 erstmals Vorsitzender der Parti radical valoisien und zugleich deren Spitzenkandidat im Bündnis mit der UDF bei der Parlamentswahl 1986 sowie der Parlamentswahl 1988. Er wurde am 16. März 1986 für die UDF-PRV als Nachfolger von René Haby erneut zum Mitglied der Nationalversammlung gewählt und gehörte dieser formell nur am 2. April 1986 als Vertreter des Département Meurthe-et-Moselle an, woraufhin nach seinem Mandatsverzicht René Haby wiederum neuer Abgeordneter für diesen Wahlkreis wurde. Er selbst wiederum wurde zuvor am 16. März 1986 als Minister für die Beziehungen zum Parlament (Ministre des Relations avec le Parlement) in das Kabinett Chirac II berufen und bekleidete dieses Ministeramt bis zum 10. Mai 1988.
Am 5. Juni 1988 wurde André Rossinot für das Wahlbündnis UDF-PRV wieder zum Mitglied der Nationalversammlung vertrat und vertrat in dieser nach seiner Wiederwahl am 28. März 1993 vom 23. Juni 1988 bis zu seinem Mandatsverzicht am 1. Mai 1993 den ersten Wahlkreis des Département Meurthe-et-Moselle, woraufhin Jean-Marie Schléret neuer Abgeordneter wurde. Zugleich war er von 1992 bis 1995 abermals Vizepräsident des District de l’agglomération nancéienne. Im Kabinett Balladur übernahm er am 29. März 1993 das Amt als Minister für den öffentlichen Dienst (Ministre de la Fonction publique) und behielt dieses bis zum 18. Mai 1995. Er fungierte zudem vom 20. November 1993 als Nachfolger von Yves Galland bis zu seiner Ablösung durch Thierry Cornillet erneut als Vorsitzender der PRV und war in dieser Funktion auch wieder Spitzenkandidat seiner Partei bei der Parlamentswahl 1997. 1995 wurde er Vizepräsident der neuen Communauté urbaine du Grand Nancy (CUGN), der aus dem District de l’agglomération nancéienne hervorgegangen war und nunmehr zwanzig Gemeinden im Großraum Nancy umfasste, und behielt diese Funktion bis 2001. Am 18. Juli 1995 wurde er zum Ehrenbürger von Karlsruhe ernannt, mit der Nancy seit 1955 eine Städtepartnerschaft unterhält.

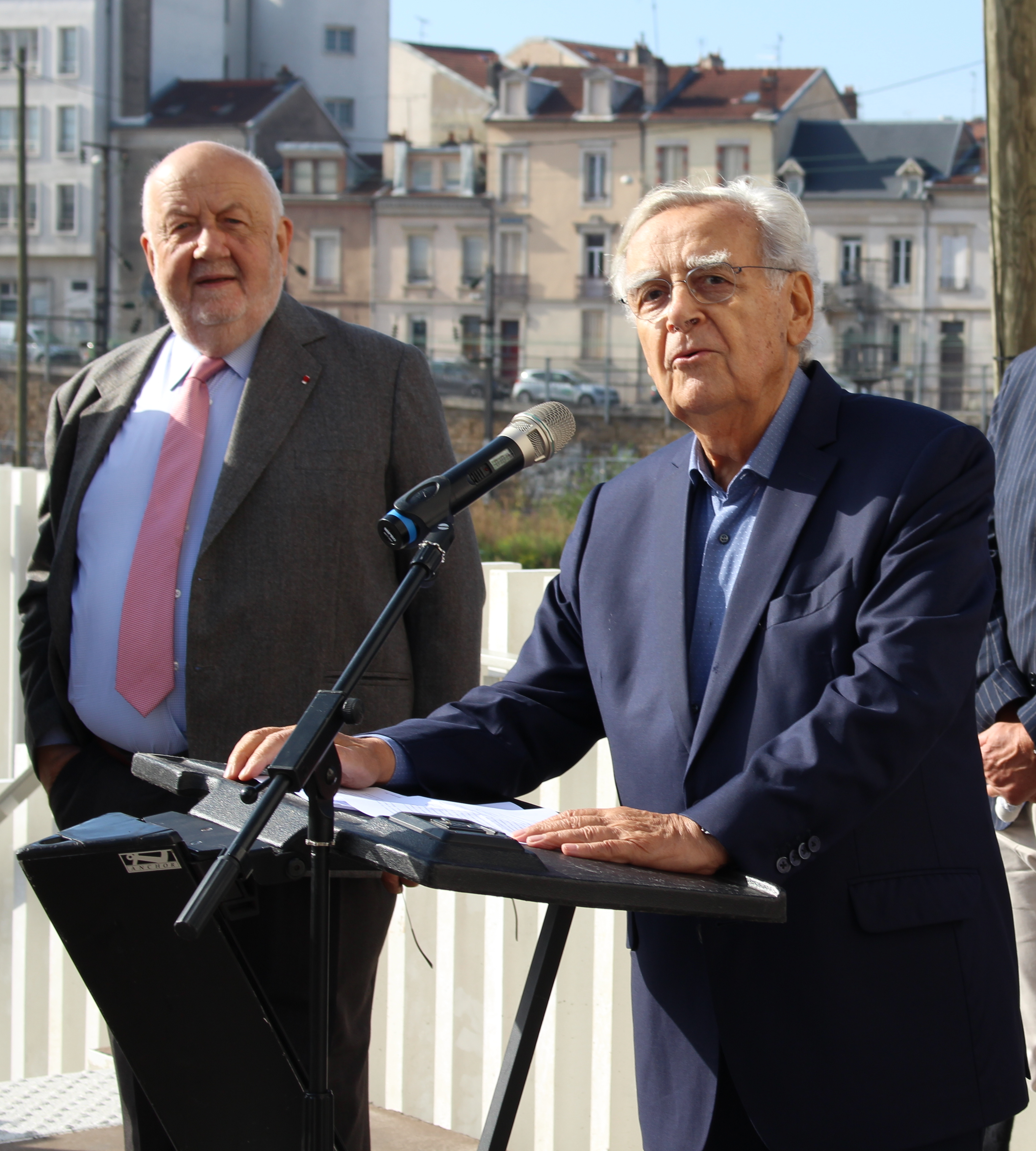
Rossinot auf dem Literaturfestival Le Livre sur la place mit dem Journalisten, Autor und Moderator Bernard Pivot (2018).

Nach seinem Ausscheiden aus der Regierung wurde er am 17. September 1995 als Nachfolger von Jean-Marie Schléret abermals Mitglied der Nationalversammlung und vertrat im nunmehrigen Wahlbündnis der PRV mit der Union pour la démocratie française et du centre (UDFC) bis zum 21. April 1997 den ersten Wahlkreis des Département Meurthe-et-Moselle, woraufhin Jean-Jacques Denis zum neuen Abgeordneten für diesen Wahlkreis gewählt wurde. Neben seiner Funktion als Bürgermeister von Nancy fungierte er des Weiteren zwischen 2001 und 2020 auch als Communauté urbaine du Grand Nancy. Am 26. Oktober 2003 wurde er als Nachfolger von François Loos wieder zum Vorsitzenden der PRV gewählt. Auf dem Parteitag 2003 setzte er sich gegen seinen Gegenkandidaten Jean-Thomas Nordmann durch, der im aber mit 21,4 Prozent der Delegiertenstimmen deutlich unterlag. Dabei ging es auch um die Frage, ob die Partei weiterhin mit der UDF assoziiert bleiben sollte (wie Nordmann befürwortete) oder sich Jacques Chiracs neuer Mitte-rechts-Sammelpartei UMP (Union pour un mouvement populaire) anschließen sollte (was Rossinot durchsetzte). Die Funktion des Parteivorsitzenden bekleidete er zuletzt vom 10. Dezember 2005 bis zum 12. November 2007 gemeinsam mit Jean-Louis Borloo, der im Anschluss alleiniger Parteivorsitzender wurde. Am 8. Juli 2016 wurde er erster Präsident der Métropole du Grand Nancy, die aus der bisherigen Communauté urbaine du Grand Nancy hervorgegangen war, und bekleidete dieses Amt bis zu seiner Ablösung durch Mathieu Klein am 17. Juli 2020. Für seine langjährigen Verdienste wurde er zum Kommandeur der Ehrenlegion ernannt.